# 誇飾
誇飾，又稱誇張（英語：Hyperbole），是一种修辞方法。语文中，將客觀之人、事或物的特點，透過主觀情意，故意用誇大鋪張地渲染與鋪飾描述的手法，使它與真正的事實相差很遠，以加深讀者的印象上。
使用誇飾修辭必須注意主觀方面是出自於作者的情意之自然流露，還有客觀方面不致於會被誤為是事實。誇飾修辭可以使句子或文章呈現言過其實、一鳴驚人的效果。如果運用得當，不但可以使再也普通不過的句子，變為新奇鮮明，同時也能夠聳動讀者的情感，加強印象，彰顯作者所要表達的情意，藉以打動讀者的心坎，領略作者的真意。

## 類型
誇飾修辭的種類，依內容來區分，可以分為空間、時間、物象、人情與數量五種。依形式來分類，還能夠分為放大與縮小兩種。

### 空間的誇飾
空間方面的高度、長度、面積與體積都可加以誇飾。
例如：
- 「吳楚東南坼，乾坤日夜浮。」（杜甫《登樓詩》）
- 「太行、王屋二山，方七百里，高萬仞。」（列禦寇《列子．湯問》——愚公移山）
- 「白髮三千丈，緣愁似個長。」（李白《秋浦歌》）
- 「黃河之水天上來，奔流到海不復還。」（李白《將進酒》）
- 「忽有龐然大物，拔山倒樹而來，蓋一癩蝦蟆也。」（沈復《浮生六記》——〈閒情記趣．兒時記趣〉）
- 「陰風怒號，濁浪排空，日星隱耀，山岳潛形。」（范仲淹 《岳陽樓記》）
- 「西北有高樓，上與浮雲齊。」（《古詩十九首》）
- 「再囉唆一腳踹到外太空。」（《怪獸》 徐懷鈺演唱）

### 時間的誇飾
時間的長短，可加以壓縮或擴展。
例如：
- 「朝辭白帝彩雲間，千里江陵一日還。」（李白《早發白帝城》）
- 「高堂明鏡悲白髮，朝如青絲暮成雪。」（李白《將進酒》）
- 「我們個人的生命......短促地曇花一現。」（蔣中正《為學做人與復興民族》）
- 「我決定愛你一萬年。」（伍佰《愛你一萬年》）
- 「左邊的鞋印才下午，右邊的鞋印已黃昏。」（洛夫 《煙之外》）
- 「三月不知肉味。」（《論語．述而》）
- 「人生如朝露。」（《漢書．蘇武傳》）
- 「浮生若夢，為懽幾何！」（李白 《春夜宴桃李園序》）
- 「一根冰棒含在嘴裡，總要舔上半天，才捨得吃完。」（古蒙仁 《吃冰的滋味》）

### 物象的誇飾
誇飾物的形象外貌，可以刺激讀者的觀察，喚起讀者的想像，增強讀者的感受。
例如：
- 「亂石崩雲，驚濤拍岸，捲起千堆雪。」（蘇軾《念奴嬌．赤壁懷古》）
- 「忽有龐然大物，拔山倒樹而來。」（沈復《浮生六記》——〈閒情記趣．兒時記趣〉）
- 「虎嘯而谷風至，龍舉而景雲屬。」（淮南子《天文篇》）
- 「要到街上兜一轉，那高熱一下子就把你體內的水份蒸發乾淨。」（愛雯《太陽．月亮》）

### 人情的誇飾
人類的情感，寫作時也常藉著誇飾來抒發，以打動讀者的心，引起讀者的共鳴。
例如：
- 「初聞涕淚滿衣裳。」（杜甫《聞官軍收河南河北》）
- 「出師未捷身先死，長使英雄淚滿襟。」（杜甫《蜀相》）
- 「怒髮衝冠。」（岳飛《滿江紅》）
- 「千里孤墳，無處話淒涼。」（蘇軾《江城子．正月二十日夜記夢》）
- 「在荒野中的人，此刻沒有一個不是被震懾得氣脫委頓、匍匐不能起的。」（陳冠學《田園之秋》）

### 數量的誇飾
物品數量的多寡，可加以增多或減少，使文句讀起來很驚人。
例如：
- 「千山鳥飛絕，萬徑人蹤滅。孤舟簑笠翁，獨釣寒江雪。」（柳宗元《江雪》）
- 「蟬則千轉不窮，猿則百叫無絕。」（吳均《與宋元思書》）
- 「千呼萬喚始出來，猶抱琵琶半遮面。」（白居易《琵琶行》）